# Maintenant la gauche
 (juillet 2013).
Si vous disposez d'ouvrages ou d'articles de référence ou si vous connaissez des sites web de qualité traitant du thème abordé ici, merci de compléter l'article en donnant les références utiles à sa vérifiabilité et en les liant à la section « Notes et références ».
Maintenant la gauche est un courant du Parti socialiste fondé en 2012 à l'occasion du congrès de Toulouse.

## Histoire
Le courant Maintenant la gauche a été fondé en 2012, regroupant différents courants de l'aile gauche du PS, une partie d'Un monde d'avance qui n'a pas suivi Benoît Hamon et Henri Emmanuelli dans la motion majoritaire (Emmanuel Maurel, Jérôme Guedj, Marianne Louis, Marie-Noëlle Lienemann), Démocratie et socialisme (Gérard Filoche) et le mouvement Utopia (Franck Pupunat), à travers le texte de la motion 3 intitulé « Maintenant la gauche ».
Son inspiration est issu du socialisme démocratique et du fédéralisme européen.
Lors du vote des motions le texte recevra 13,7 % des voix, permettant ainsi à la motion d'être représentée par neuf membres au bureau national du PS (Emmanuel Maurel, Marie-Noëlle Lienemann, Marianne Louis, Jérôme Guedj, Gérard Filoche, Julien Dray, Anne Ferreira, Jonathan Munoz, Jean-François Thomas). Le courant Maintenant la gauche sera créé à la suite du Congrès de Toulouse.

## Convention Europe
Lors de la convention Europe organisée par le Parti socialiste le 26 juin 2013, le courant maintenant la gauche a déposé quatre amendements au texte « Notre Europe » de la direction du Parti socialiste, les amendements portaient sur : la suspension du pacte de stabilité, la politique de change de la zone euro, le refus du traité transatlantique, et un passage des paroles aux actes pour le sursaut en Europe. 
Les amendements de Maintenant la gauche ont obtenu respectivement (sans prendre en compte les abstentions) :  68 %, 73 %, 70 %, 66 %.
Après des débats sur les scores des amendements qui ont provoqué une vive polémique au PS, à cause de la décision de la direction de prendre en compte les abstentions dans les votes des amendements, la commission des résolutions du PS a décidé d'ajouter au texte « Notre Europe » une annexe comprenant une synthèse des différents amendements nationaux et fédéraux. 
Maintenant la gauche a aussi participé à différentes initiatives des ailes gauches des partis socialistes et sociaux-démocrates européens, notamment un appel publié simultanément le 13 mai 2013 en France, en Allemagne, en Italie et en Autriche contre les propositions de la commission européenne.

## Socialistes«frondeurs»
Lorsqu'en mars 2014 après la défaite historique du Parti socialiste aux élections municipales, le Président de la République annonce un remaniement, avec à la tête du nouveau gouvernement Manuel Valls, le courant Maintenant la gauche se montre critique face au choix de l'ex ministre de l'Intérieur, représentant l'aile droite du PS, inspirée par le social-libéralisme. Lors du vote de confiance de l'Assemblée nationale au nouveau gouvernement le 8 avril 2014, onza députés socialistes s'abstiennent dont Jérôme Guedj membre de Maintenant la gauche.
Déjà le 6 avril il signait avec près de 100 députés socialistes « l'appel des 100 » pour réclamer un nouveau « contrat de majorité ».
Le 17 avril, Emmanuel Maurel publie dans Le Monde une tribune contre le pacte de responsabilité : « Il n'y aura pas de redressement sans justice sociale », il dénonce « un pacte déséquilibré » et plaide notamment pour « un sursaut » social, et économique pour « imposer une nouvelle croissance ».
Le 29 avril, Jérome Guedj, lors de son dernier vote à l'assemblée nationale, s'abstient sur le « pacte de stabilité » présenté par Manuel Valls qui a pour but de réaliser cinquante milliards d'euros d'économie, notamment pour financer le CICE et le Pacte de responsabilité.
Des cadres et militants du courant ont également participé à plusieurs initiatives et manifestations contre l'austérité notamment avec les « Socialistes contre l'austérité »,.

## Personnalités

### Parcours au sein du PS après 2012
| Nom                    | Congrès de Toulouse (2012)               | Congrès de Poitiers (2015)                  | Primaire de 2017 (soutien de) | Congrès d'Aubervilliers (2018) | Congrès de Villeurbanne (2021) |
| ---------------------- | ---------------------------------------- | ------------------------------------------- | ----------------------------- | ------------------------------ | ------------------------------ |
| Emmanuel Maurel        | Maintenant la gauche (Un monde d'avance) | À gauche pour gagner (Maintenant la gauche) | Arnaud Montebourg             | Maintenant la gauche           | Quitte le PS en 2018 (GRS)     |
| Marie-Noëlle Lienemann | Maintenant la gauche (Un monde d'avance) | À gauche pour gagner (Maintenant la gauche) | Arnaud Montebourg             | Maintenant la gauche           | Quitte le PS en 2018 (GRS)     |
| Jérôme Guedj           | Maintenant la gauche (Un monde d'avance) | À gauche pour gagner (Maintenant la gauche) | Arnaud Montebourg             | Maintenant la gauche           | Motion majoritaire             |
| Gérard Filoche         | Maintenant la gauche (Un monde d'avance) | À gauche pour gagner (Maintenant la gauche) | Arnaud Montebourg             | Exclu du PS en 2017 (GDS)      | Exclu du PS en 2017 (GDS)      |
| Liêm Hoang Ngoc        | Maintenant la gauche (Un monde d'avance) | À gauche pour gagner (Socialistes affligés) | Quitte le PS en 2015 (NGS)    | Quitte le PS en 2015 (NGS)     | Quitte le PS en 2015 (NGS)     |